# Catonephele antiochus
Catonephele antiochus är en fjärilsart som beskrevs av Fabricius 1775. Catonephele antiochus ingår i släktet Catonephele och familjen praktfjärilar. Inga underarter finns listade i Catalogue of Life.